# The Switch (film)
The Switch (in een eerder stadium The Baster geheten) is een Amerikaanse romantische komedie met in de hoofdrollen Jennifer Aniston en Jason Bateman. In de Verenigde Staten ging de film op 20 augustus 2010 in première, in België op 25 augustus en in Nederland op 21 oktober. De plot is gebaseerd op Jeffrey Eugenides' korte verhaal Baster.

## Verhaal
De alleenstaande Kassie (Aniston) heeft een kinderwens en besluit deze, ondanks de bezwaren van haar neurotische beste vriend Wally (Bateman), te realiseren via kunstmatige inseminatie. Het is de bedoeling dat de charmante Roland (Patrick Wilson) de donor zal zijn, maar tijdens het "inseminatiefeestje" wordt Wally zo dronken dat hij Rolands sperma per ongeluk verliest, waarna hij het door zijn eigen vervangt, zonder dit Kassie te vertellen.

## Rolverdeling
- Jennifer Aniston - Kassie Larson
- Jason Bateman - Wally
- Thomas Robinson - Sebastian
- Jeff Goldblum - vriend van Wally
- Patrick Wilson - Roland
- Juliette Lewis - Debbie Epstein
- Scott Elrod - Declan
- Todd Louiso - Artie
- Caroline Dhavernas - Pauline